# Tuffi ai Giochi della VII Olimpiade - Trampolino femminile
La competizione del trampolino femminile  di tuffi ai Giochi della VII Olimpiade si tenne il 27 agosto 1920 allo Stade Nautique di Anversa.

## Risultati
Solo 4 atlete statunitensi parteciparono alla gara.
Dodici tuffi, sei obbligatori, quattro liberi, e due scelti per sorteggio.
| Pos.    | Concorrente      | Nazione     | Punti Ordinali | Punti Totali |
| ------- | ---------------- | ----------- | -------------- | ------------ |
| Oro     | Aileen Riggin    | Stati Uniti | 9              | 539,9        |
| Argento | Helen Wainwright | Stati Uniti | 9              | 534,8        |
| Bronzo  | Thelma Payne     | Stati Uniti | 12             | 534,1        |
| 4       | Aileen Allen     | Stati Uniti | 20             | 489,8        |